# 南河內站
南河內站（日语：／ Minamigochi eki */?）是位於山口縣岩國市角，錦川鐵道的錦川清流線車站。

## 歷史
- 1960年（昭和35年）11月1日 - 日本國有鐵道（國鐵）岩日線開設此站。
  - 當時車站位於山口縣岩國市角。
- 1987年（昭和62年）
  - 4月1日 - 伴隨國鐵分割民營化，車站由西日本旅客鐵道（JR西日本）營運。
  - 7月25日 - 由錦川鐵道接管岩日線[3]。
- 2006年（平成18年）3月20日 - 隨著岩國市（第二次）成立，車站地址變成現時的地址。

## 車站構造
車站是一座地面車站，設有1面1線的單式月台，錦町方向列車會開啟左邊車門。
此站是無人車站，沒有車站大樓。月台上設有上蓋和候車室。月台中間和候車室兩旁均設有出入口（樓梯）。
站前設有未鋪裝的站前廣場，該處設有停車場、廁所、商店（包含自動販賣機）。

## 車站周邊
車站西邊設有約1公頃油菜田，在毎年春天（約4月）會盛開油菜花。
車站北邊設有錦川流過，河流北邊設有國道187號。南方設有保木川流過，河流南邊設有國道2號。2條河流在東北方匯合，匯合處東邊為上述2國道匯合處。
- 靠近國道2號
  - 岩國市立中央公民館南河內分館 - 同時設有「岩國市政廳南河內出張所」[8][9]
  - 岩國市立岩國西中學
  - 岩國市立河內小學
  - 岩國警署（日语：岩国警察署）南河內警官駐在所
  - JA山口東 南河內出張所（河內親睦點[10]）
  - 南河內郵局
  - 椎尾八幡宮
  - 天理教南生分教會
  - 岩國家族葬會堂
- 靠近國道187號
  - 岩國市立杭名小學
  - 天理教北周防分教會

## 巴士路線
有關班次數目是取自2017年10月1日修正時的資料。
「南河內站入口」巴士站（在國道187號上。此站步行約10～11分鐘）
岩國巴士 廿木線（岩國站 - 錦帶橋 - 新岩國站 - 南河內站入口 - 行波站入口 - 北河內站）《毎日4往返班次》
「保木（日语：／）」巴士站（國道2號上。此站步行約3分鐘）
岩國巴士 廿木線〔岩國站 - 新岩國站 - 保木 - 廿木（折返） - 保木 - 南河內站入口 - 北河內站〕《毎日1往返班次》
防長交通（岩國站前 - 錦帶橋 - 新岩國站 - 保木 - 廿木 - 高森 - 久保站前 - 德山站前）《毎日5往返班次》
另外，「南河内駅入口」巴士站在2016年3月25日前的巴士站名為「細利」。

## 相鄰車站
錦川鐵道
錦川清流線
守內瘡神－南河內－行波

## 注腳
1. ↑  .   [2021年4月20日]. （原始内容存档于2021年3月5日） （日语）.
2. 1 2 3  . 錦川鉄道.   [2018-01-07]. （原始内容存档于2018-01-15） （日语）.
3. ↑  . 鐵道雜誌 (鐵道雜誌社). 1987-07, 21 (8): 128–129 （日语）.
4. 1 2 3  Google Inc.  (地图). Google Inc. 2018-01-07  [2018-01-07].
5. ↑  . おいでませ山口へ. 山口県観光連盟.   [2018-01-07]. （原始内容存档于2018-01-07） （日语）.
6. ↑  Google Inc.  (地图). Google Inc. 2018-01-07  [2018-01-07].
7. ↑  . goo地圖.   [2018-01-07]. （原始内容存档于2021-05-23） （日语）.
8. ↑  . 岩國市.   [2018-01-07]. （原始内容存档于2021-05-23） （日语）.
9. ↑  . 岩國市.   [2018-01-07]. （原始内容存档于2018-01-07） （日语）.
10. ↑  . JA山口東.   [2018-01-07]. （原始内容存档于2018-01-06） （日语）.
11. ↑  . Mapion.   [2018-01-07]. （原始内容存档于2021-05-23） （日语）.
12. ↑  . goo地図.   [2018-01-07]. （原始内容存档于2021-05-23） （日语）.
13. ↑  . goo地図.   [2018-01-07]. （原始内容存档于2021-05-23） （日语）.
14. ↑  . goo地図.   [2018-01-07]. （原始内容存档于2021-05-23） （日语）.
15. ↑  . goo地図.   [2018-01-07]. （原始内容存档于2021-05-23） （日语）.
16. ↑  . NAVITIME（日语：NAVITIME）.   [2018-01-07]. （原始内容存档于2021-05-23） （日语）.
17. ↑   (PDF). 岩國巴士. 2017-10-01  [2018-01-07] （日语）. →土日祝用時刻表[]
18. ↑  . コトバンク. 朝日新聞社.   [2018-01-08]. （原始内容存档于2018-01-08） （日语）.
19. ↑  . NAVITIME.   [2018-01-07]. （原始内容存档于2021-05-23） （日语）.
20. ↑   (PDF). いわくにバス. 2017-10-01  [2018-01-07] （日语）. →土日祝用時刻表[]
21. ↑  . 防長交通（日语：防長交通）. 2017-10-01  [2018-01-07]. （原始内容存档于2018-08-05） （日语）. 『防長バス時刻表（周南地域版）』の22頁目に掲載
22. ↑   (PDF) (新闻稿). いわくにバス. 2016-01-25  [2018-01-07]. （原始内容存档 (PDF)于2016-09-28） （日语）.

## 外部連結
- 錦川清流線各站介紹 南河內站 （页面存档备份，存于）（日語）（錦川鐵道）